# Akon City (Senegal)
Akon City é um projeto lançado pelo cantor e empresário senegalês-americano Akon. A cidade está sendo construída no Senegal. O projeto foi primeiramente apresentado por Akon e Alioune Sarrin, Ministro do Turismo de Senegal, no ano de 2018.
Akon disse que se inspirou no filme Pantera Negra e refere-se à Akon City como uma "Wakanda da vida real", que usará as tecnologias mais recentes de blockchain e criptomoeda.
Em julho de 2025, o projeto foi oficialmente abandonado.

## Localização
A cidade estará localizada em um terreno de 809 hectares (8 quilômetros quadrados), na vila costeira de Mbodiène, a 100 quilômetros de Dacar, próximo ao Aeroporto Internacional Yoff-Léopold Sédar Senghor. A localização exata da cidade ainda não foi determinada.

## História
Em 15 de janeiro de 2020, Akon anunciou planos para a Akon City.
Em setembro de 2020, Akon revelou uma representação de seu projeto: um desenvolvimento planejado de 800 hectares de uma cidade futurística ao longo da costa do Oceano Atlântico. Fica a 99 quilômetros ao sul de Dakar. O projeto de Akon City é apoiado pelo presidente senegalês Macky Sall. A cidade planejada contará com condomínios, escritórios, parques, uma universidade, um resort marítimo e um hospital com 5 mil leitos.
Akon City foi designada como "zona tributária especial" pelo governo senegalês.
Outra Akon City foi anunciada em Uganda, em 6 de abril de 2021, por Akon ao lado do Dr. Chris Baryomunsi, o Ministro Estadual de Habitação e Desenvolvimento Urbano de Uganda, após Akon ter se encontrado e discutido com o presidente de Uganda Yoweri Museveni. Akon discutiu ainda todo o projeto de desenvolvimento de 15 anos e seus benefícios para os ugandeses em uma entrevista na NBS TV de Uganda, com Canary Mugume.
Em 4 de julho de 2025, a BBC informou que o projeto da cidade de Akon havia sido abandonado, mas que Akon e as autoridades locais estavam trabalhando em algo "mais realista".

## Design
O projeto está planejado para ter grandes arranha-céus, shopping centers, centro de tecnologia, estúdios de música, "Senewood" e resorts turísticos ecológicos. Akon imagina que "Akoin", uma criptomoeda que ele fundou, será a moeda central.
O desenvolvimento de Akon City é projetado para ser um projeto de dez anos com desenvolvimento de uso misto.  Akon diz que a cidade de 8km² será uma cidade inteligente, sustentável e alimentada por energia renovável, incluindo energia solar. A cidade é um projeto com certificação LEED. A cidade receberá todos os membros da diáspora africana como um lar. O objetivo principal do projeto é estimular a economia local e criar empregos para os trabalhadores da região. Os desenvolvedores de Akon City são consultores de desenvolvimento da KE International, que possui sede em Los Angeles, e da Bakri & Associates Development Consultants, com sede em Dubai. Hussein Bakri, o CEO da Bakri & Associates, é o arquiteto-líder do projeto.
- Fase 1: A conclusão prevista para 2023 será a construção de estradas, campus do Hamptons Hospital, Hamptons Mall, bairros residenciais, hotéis, uma delegacia de polícia, uma escola, uma instalação de resíduos, parques e uma usina solar fotovoltaica.
- Fase 2: Espera-se que o projeto seja concluído entre 2024 e 2029, com planos para o uso completo da criptomoeda, usando o Akoin.[17]